# Infinite Dreams
"Infinite Dreams" é um single ao vivo escrito por Steve Harris lançado em 1989 pela banda de heavy metal britânica Iron Maiden. É o único single a ser lançado a partir de um vídeo caseiro, de 1988 Maiden England. O desempenho foi gravado em Birmingham, Inglaterra em Novembro de 1988, no final da grande turnê mundial para divulgar o álbum onde a música apareceu originalmente, Seventh Son of a Seventh Son. É o último single da banda a apresentar a formação da era The Trooper por uma década inteira até o single The Wicker Man, lançado em 2000, com o guitarrista Adrian Smith deixando a banda em janeiro de 1990, depois que ele não aprovou a direção que a banda estava buscando no próximo álbum No Prayer for the Dying.
A canção é sobre como o personagem da canção tem visões perturbadoras sobre a vida após a morte e outras coisas místicas nos seus sonhos, mas está com medo de que ele nunca vai ser capaz de acordar de novo. Ela começa com um solo de guitarra macio, que então se une a cantar Bruce Dickinson, assim como o resto da banda. A música começa de forma bastante pacífica, mas se torna progressivamente mais pesado para o clímax canções e os seguintes versos finais.

## Faixas
1. "Infinite Dreams (ao vivo)" (Steve Harris) – 6:04
2. "Killers (ao vivo)" (Harris, Paul Di'Anno) – 5:03
3. "Still Life (ao vivo)" (Harris, Dave Murray) – 4:37

## Créditos
- Bruce Dickinson – vocais
- Dave Murray – guitarra
- Adrian Smith – guitarra, backing vocals
- Steve Harris – baixo, backing vocals
- Nicko McBrain – bateria